# Brait Lelumees
Brait Lelumees (6 maart 1981) is een Estische schaker met een FIDE-rating van 2155 in 2005 en rating 2158 in 2016. 
In mei 2005 speelde hij mee in het toernooi om het kampioenschap van Estland dat in Tallinn gespeeld werd. Hij eindigde met 2 uit 9 op de tiende plaats. 
In 2012 won hij in Emden de 'Dähne-Pokal', georganiseerd door SK Königsspringer.
In 2016 won hij het kampioenschap snelschaken van de schaakclub SK Schwäbisch Hall in Schwäbisch Hall, Duitsland.
Bij deze schaakvereniging speelt hij aan het eerste bord van het tweede team.
Op het Grenke Chess Open 2016 in Karlsruhe behaalde Lelumees een gedeelde 318e plaats met 4 pt. uit 9.

## Externe koppelingen
- (en)   Informatie over schaakpartijen van Brait Lelumees op ChessGames.com
- (en)   Informatie over schaakpartijen van Brait Lelumees op 365chess.com
- (en)  FIDE-ratinggegevens voor Brait Lelumees